# Nighthawks at the Diner
Nighthawks at the Diner er Tom Waits' tredje album udgivet i 1975 på Asylum Records. Det blev indspillet live i studiet foran et lille udvalgt publikum.
Albummets titel indeholder en reference til Edward Hoppers berømte maleri Nighthawks, der fremstiller ensomme natteravne på en amerikansk diner.

## Nummerliste
- "(Opening Intro)"
- "Emotional Weather Report"
- "(Intro – On a Foggy Night)"
- On a Foggy Night
- (Intro – Eggs and Sausage)
- Eggs and Sausage (In a Cadillac With Susan Michelson)
- (Intro – Better Off Without a Wife)
- Better Off Without a Wife
- Nighthawk Postcards (From Easy Street)
- (Intro – Warm Beer and Cold Women)
- Warm Beer and Cold Women
- (Intro – Putnam County)
- Putnam County
- Spare Parts I (A Nocturnal Emission) (Tom Waits/Chuck E. Weiss)
- Nobody
- (Intro – Big Joe and Phantom 309)
- Big Joe and Phantom 309 (Tommy Faile)
- Spare Parts II and Closing